# Antonio Capretti
Antonio Capretti (XVIII secolo – Grosseto, 1818) è stato un ingegnere e cartografo italiano del Granducato di Toscana.
Al servizio dei granduchi Pietro Leopoldo e Ferdinando III, operò quale ingegnere idraulico in tutti i territori granducali e ricoprì l'incarico di direttore delle operazioni di bonificamento della Maremma, portando avanti il lavoro del matematico Leonardo Ximenes. Fu con Giacomo Passerini il principale consulente idraulico per la bonifica maremmana sotto Ferdinando III. La sua prolifica attività cartografica si concentra tra gli anni settanta del XVIII secolo e il 1818, anno della sua morte.

## Biografia
Ingegnere, residente a Firenze in via delle Pinzochere, lavorò sotto Pietro Leopoldo presso l'Archivio delle decime. Agli anni settanta del XVIII secolo risalgono le sue prime opere cartografiche documentate: nel 1778 disegnò, insieme a Salvatore Piccioli e sotto la supervisione di Pietro Ferroni, la Carta geografica della Provincia Inferiore di Siena, «una delle poche rappresentazioni topografiche di tipo subregionale prodotte in seguito a non superficiali osservazioni sul terreno e misurazioni metriche»; nel 1779 fu autore della Carta del Lago Trasimeno e suoi influenti.
Tra il 1780 e il 1785 fu in Valdichiana al seguito di Pietro Ferroni, e si occupò delle colmate della val di Tresa e del lago di Chiusi. Insieme a Giovanni Battista Cecchi, Salvatore Piccioli, Giovanni Battista Puliti e Cosimo Zocchi, realizzò il volume con le otto tavole illustranti il concordato tra Pietro Leopoldo e papa Pio VI del 1780, circa i confini tra il granducato e lo Stato Pontificio nei territori di Città della Pieve e Chiusi, pubblicato da Cambiagi a Firenze nel 1788.
Il 29 novembre 1781 dette inizio alle operazioni di rilevamento topografico dei beni fondiari delle fattorie lorenesi di Sorano, Pitigliano, Castell'Ottieri e San Giovanni delle Contee, in vista dell'alienazione del patrimonio pubblico, insieme agli ingegneri Camillo Borselli, Stefano Diletti e Salvatore Piccioli. Le indagini prevedevano la redazione di mappe geometriche catastali di carattere sperimentale per l'epoca e terminarono nella primavera del 1784. In totale furono realizzate 237 mappe catastali, in scala 1:3000 per i terreni e 1:150 per i fabbricati.
Nel 1784 scrisse una memoria sulle condizioni idrauliche e sanitarie del lago di Castiglione, realizzando la Pianta dimostrativa di quella parte del Padule di Castiglione della Pescaia dove esistono tutti i lavori fattici eseguire dal Capitano Francesco Martini Impresario dall'ottobre 1781 fino a tutto il 24 marzo 1784 all'oggetto di ridurre il detto padule o laguna d'acqua salsa, ed a pesca all'uso delle Valli di Comacchio. Nello stesso anno progettò edifici termali a Montecatini Terme, insieme all'architetto Gaspare Paoletti. Nel 1785 si occupò del padule di Bientina e nel 1787 disegnò la mappa topografica del comune di Barga. Al 1792 risale la pianta raffiguranti i confini tra il Granducato di Toscana, la Repubblica di Lucca e il marchesato di Aulla.
Dopo la Restaurazione venne incaricato dal granduca Ferdinando III di occuparsi principalmente del bonificamento della piana di Grosseto e nel gennaio 1815 ultimò la Memoria sullo stato di pianura di Montepescali, Grosseto e Giuncarico, che descriveva la situazione idraulico-sanitaria del territorio del lago di Castiglione e proponeva rimedi e interventi necessari. Stabilitosi a Grosseto, diresse fino al 1817 il locale Ufficio dei fossi. Tra il 1816 e il 1817 realizzò in collaborazione con Filippo Passerini la Pianta regolare della pianura di Montepescali, Giuncarico, Colonna, Buriano, e parte del Piano di Grosseto con tutto il Lago di Castiglione, un minuzioso e attento compendio di ricostruzioni topografiche con particolare attenzione alle problematiche ambientali dell'area in oggetto. Nel 1816 effettuò il restauro dell'acquedotto ximeniano a Castiglione della Pescaia, in collaborazione con Giacomo Passerini. Nel 1817 fu autore di varie relazioni riguardanti il lago di Alberese, il lago di Castiglione e il padule di Scarlino.
Deceduto a Grosseto nel 1818, venne sostituito nella direzione del bonificamento da Giacomo Passerini.